# Lesesteinhaufen

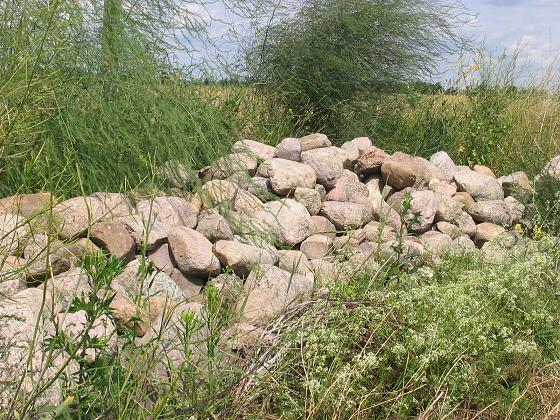
Lesesteinhaufen, Naturlehrpfad Netzen, Brandenburg

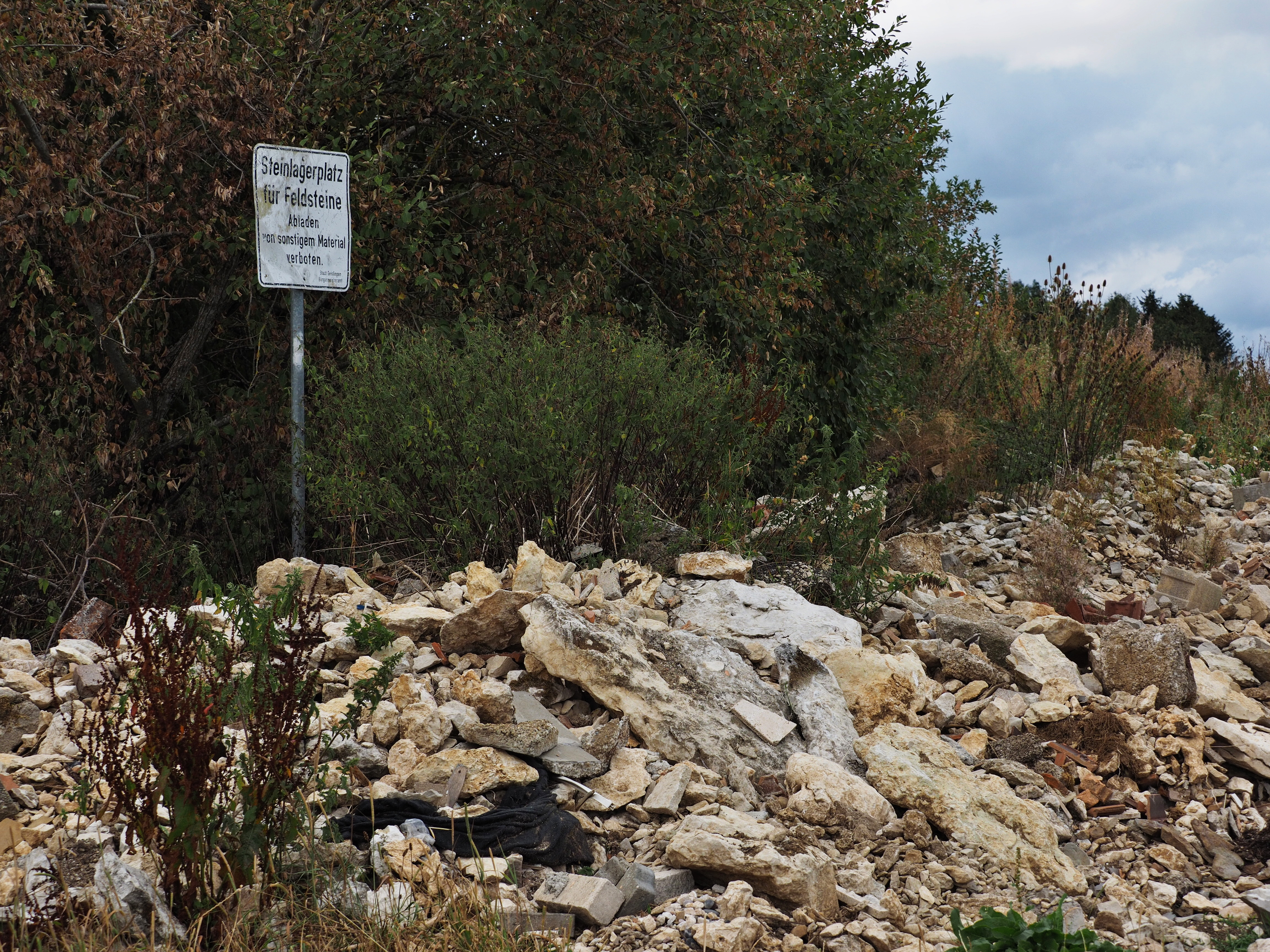
Offiziell beschilderter Lesesteinplatz auf der Schwäbischen Alb

Lesesteinhaufen (englisch Clearance cairns; (französisch Clapas); schwedisch Röjningsröse;  norwegisch Rydningsrøys) wurden aus Lesesteinen aufgeschichtet, die bei der Bestellung der landwirtschaftlichen Nutzflächen störten, besonders durch Pflügen an die Oberfläche wanderten und von Hand abgesammelt (gelesen) wurden.
Diese Ablagen erfolgten bisweilen über Generationen hinweg platzsparend an Äckerrändern, auf Wiesen und in Wäldern und wurden zugleich als Flächenbegrenzung genutzt. Linear gesammelt ergeben sich Lesesteinriegel. In manchen Regionen wird von „Steinrücken“ gesprochen, die zum Teil bewachsen sein können und eine Flora beherbergen, die an das Kleinklima dieser trockenwarmen, gehölzarmen Standorte angepasst ist. Die „Pocheln“ in der Umgegend von Bad Dürkheim bestehen aus Kalksteinen des Tertiärs.
Die Gletscher der verschiedenen Kaltzeiten, z. B. der Elster-, Saale- und Weichseleiszeit, sorgten für den Transport von Gesteinsfragmenten unterschiedlicher Größenordnung über weite Distanzen. Das Abschmelzen der Gletscher in den Warmzeiten lagerte das Geschiebe in großen Mengen ab, von Feldsteinen, die oft auch als Baumaterial genutzt wurden, bis zu Findlingen mit mehr als einem Kubikmeter Rauminhalt.
In Regionen, die nicht von Gletschern der Eiszeiten bedeckt waren, sind die Lesesteine Verwitterungsprodukte des anstehenden Gesteins.

## Lebensraum
Der Lesesteinhaufen findet sich häufig auf Endmoränen, beispielsweise in der Geest. Steinhaufen sind extrem trockene und warme Lebensräume. Sie bieten ähnliche Standortfaktoren wie Trockenmauern:
Intensive Sonneneinstrahlung und geringes Wasserhaltevermögen, so dass sie von wärme- und trockenheitsliebenden Pflanzen besiedelt werden. Da die Steine die Sonnenwärme speichern und nachts abgeben, sind sie nachts warm und Ruhe- und Jagdplatz vieler Insekten und Kriechtiere. Steinrücken, die im Zuge der Sukzession mehr oder weniger bewachsen sind, sind mit den feuchteren Knick- oder Wallhecken im Norden Deutschlands und sonnenexponierten (natürlichen und teilweise anthropogenen) Schutthalden oder Schotterflächen der Mittelgebirge oder der Alpen verwandt. Die Kleinstrukturen bieten in ihren geschützten Hohlräumen und Nischen vielen Pflanzen Schutz und kleineren Tieren Unterschlupf.

## Tierwelt
Als typische Fauna sind anzutreffen:
- Vollständiger oder bevorzugter Lebensraum:
  - Wolfsspinnenarten
  - Raubspinnen
  - Springspinnen
  - Winkelspinnen (Tegenaria): T. picta, T. campestris, T. silvestris.
  - In Gebieten mit lehmigen und tonigen Böden (Börde- und Marschgebiete) sind   mörtelbewohnende Wildbienen (z. B. Mauerbiene) möglich (Brutplatz)

- Als komplementäres Habitat (Aufsuchen als Gast), thermophile und heliophile Arten in sandigen Gebieten sowie deren Feinde
  - Zauneidechse, die benachbarte, sandige Gebiete zur Eiablage nutzt, und andere wechselwarme Reptilien, wie die Waldeidechse, Kreuzotter, Blindschleiche und Amphibien, die hier in der Sonne rasten und Schutz vor Feinden in den Zwischenräumen der Steine finden. Das gilt insbesondere, wenn Biotope der Gewässer und Wälder in der Nähe sind
  - Mauswiesel
  - Acker- und Erdhummeln, mörtelbewohnende Wildbienen (z. B. Mauerbiene)
  - sowie weitere Grabwespen (vornehmlich Sandwespe), Solitärbienen, Holzwespe als Gäste benachbarter Hecken oder Totholzhaufen (siehe: Hummeln)
  - Die relative Sicherheit der Steinhaufen nutzen auch Ameisen

- Eine schwer zu überschauende Anzahl von Käfern bewohnen Lesesteinhaufen, -riegel und Steinrücken, oder sind in deren Nachbarschaft mit deren Bewohnern vergesellschaftet, z. B. Puppenräuber der Grabwespe.
  - Sandlaufkäfer (Cicindelidae)
  - Laufkäfer (Carabidae)
    - Hügel-Laufkäfer (C.arcrensis, C. arvensis)
    - Kurzgewölbter Laufkäfer (C. convexus)
    - Körniger Laufkäfer (C. granulatus)
    - Körnerwarze (C. cancellatus)

## Pflanzenwelt
Als typische Flora sind anzutreffen:
- Strauchschicht (Gehölze) der Steinrücken:
  - Eberesche, Bergahorn, Zitterpappel, Wildapfel, Grau-Weide, Ohrweide, Schlehe, Brombeeren, Gemeine Hasel, Rose, Himbeere, Heidekraut
- Krautschicht der Steinrücken und Lesesteinhaufen
  - Türkenbundlilie, Feuerlilie, Buschnelke

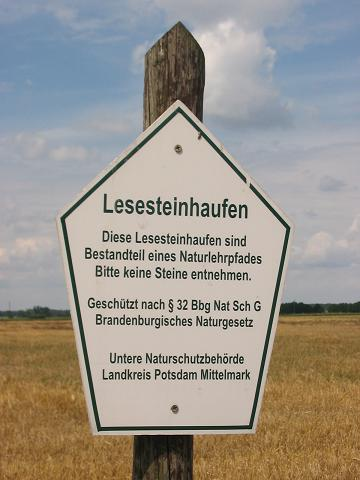
Naturlehrpfad Netzen, Brandenburg

## Gefährdung und Schutz
Als wertvolles Biotop werden Lesesteinhaufen heute zunehmend geschützt. Im Biotopverbund mit einer Hecke wird ein räumlicher Kontakt zu weiteren Arten hergestellt und die wertvolle ökologische Wirkung noch verstärkt. Um eine Überwucherung zu verhindern, sollten sie nicht höher als einen Meter aufgeschichtet und mit kleineren Steinen abgeschlossen werden. Das Zerstören oder erhebliche bzw. nachhaltige Beeinträchtigen eines Lesesteinhaufens wird mit Geldbußen bis 10.000,– Euro (Bbg) bzw. bis 100.000,– Euro (MV) geahndet. (§ 73 Abs. 1 Nr. 9, 74 NatSchG BBg, § 43 Abs. 1 Nr. 4, Abs. 3 NatSchAG M-V)
Nach der „Roten Liste Biotoptypen“ Baden-Württembergs sind Lesesteinhaufen „gefährdete Biotope“ nach Gefährdungskategorie 3 und werden naturschutzfachlich als Biotoptyp „von geringer bis mittlerer Bedeutung“ bewertet.

## Kulturdenkmal
Lesesteinhaufen und Steinriegel sind häufig wichtige historische Quellen zur früheren Besiedlung einer Landschaft. Oft sind alte Feldfluren einer Wüstung unter Wald erhalten. Lesesteinhaufen sind dabei oft über Jahrhunderte gewachsen und zeigen altes Wirtschaftsland an. Sie sind auf Flächen entstanden, die überwiegend mit der Hacke bearbeitet wurden; sie können aber auch alte Weideflächen anzeigen, auf denen man zur Förderung des Graswuchses die Steine auf Haufen zusammengeworfen hat.